# اس‌اس فینگال (۱۹۲۳)
اس‌اس فینگال (۱۹۲۳) (به انگلیسی: SS Fingal (1923)) یک زیردریایی است. این زیردریایی در سال ۱۹۲۳ ساخته شد.